# Aldeaquemada
Aldeaquemada ist ein südspanischer Ort und eine aus dem Hauptort und mehreren Weilern bestehende Gemeinde (municipio) mit insgesamt 456 Einwohnern (Stand: 2024) im Norden der Provinz Jaén in der autonomen Region Andalusien. 

## Lage
Der Ort Aldeaquemada liegt am Südrand der Sierra Morena gut 100 km (Fahrtstrecke) nordöstlich der Provinzhauptstadt Jaén in einer Höhe von knapp 700 m ü. d. M. Das Klima im Winter ist gemäßigt, im Sommer dagegen warm bis heiß; die geringen Niederschlagsmengen (ca. 465 mm/Jahr) fallen – mit Ausnahme der nahezu regenlosen Sommermonate – verteilt übers ganze Jahr.

## Bevölkerungsentwicklung
| Jahr      | 1857 | 1900 | 1950  | 2000 | 2020 |
| Einwohner | 422  | 789  | 1.453 | 576  | 493  |

Die deutliche Bevölkerungsrückgang in der zweiten Hälfte des 20. Jahrhunderts ist im Wesentlichen auf die nahezu ausschließliche Anpflanzung von Olivenbäumen, die damit einhergehende Mechanisierung und den daraus resultierenden  Verlust von Arbeitsplätzen zurückzuführen.

## Wirtschaft
Aldeaquemada liegt am Nordrand der schier endlosen Olivenbaumplantagen der Provinz Jaén. Früher wurden auch Getreide, Weinreben etc. zur Selbstversorgung angepflanzt; Gemüse stammte aus den Hausgärten. Heute werden vorwiegend Kartoffeln und Hafer angebaut. Im Ort selbst haben sich Kleinhändler, Handwerker und Dienstleistungsbetriebe aller Art angesiedelt. Daneben gibt es mehrere Ferienhäuser (casas rurales).

## Geschichte
Auf dem Gemeindegebiet wurden prähistorische Felsmalereien entdeckt. In der Antike und im Mittelalter spielte der wahrscheinlich noch gar nicht existierende Ort keine Rolle, und so gab es weder eine maurische Eroberung (conquista) noch eine christliche Rückeroberung (reconquista). Eine Besiedlung von Teilen der der Sierra Morena fand erst während der Herrschaft des Königs Karl III. (reg. 1759–1788) unter der Mitwirkung seines Beraters Johann Kaspar Thürriegel statt, der Kolonisten aus dem süddeutschen Raum anwarb; andere Neusiedler kamen aus der Schweiz und Italien.

## Sehenswürdigkeiten
- Das einheitliche Ortsbild von Aldeaquemada ist geprägt durch seine geradlinigen Straßen und seine maximal zweigeschossigen Häuserblöcke. Zentrum des Ortes ist ein großer gepflasterter Platz.
- Die einschiffige, in der Tradition des Mudéjarstils aus Ziegel- und verputzten Bruchsteinen errichtete Iglesia de la Purísima Concepción entstand im 18. Jahrhundert. Die ansonsten völlig schmucklose Fassade schließt nach oben ab in einem Glockengiebel (espadaña). Zu beiden Seiten der Kirche stehen die gleichzeitig erbauten ehemaligen Häuser kirchlicher und weltlicher Honoratioren.[9]

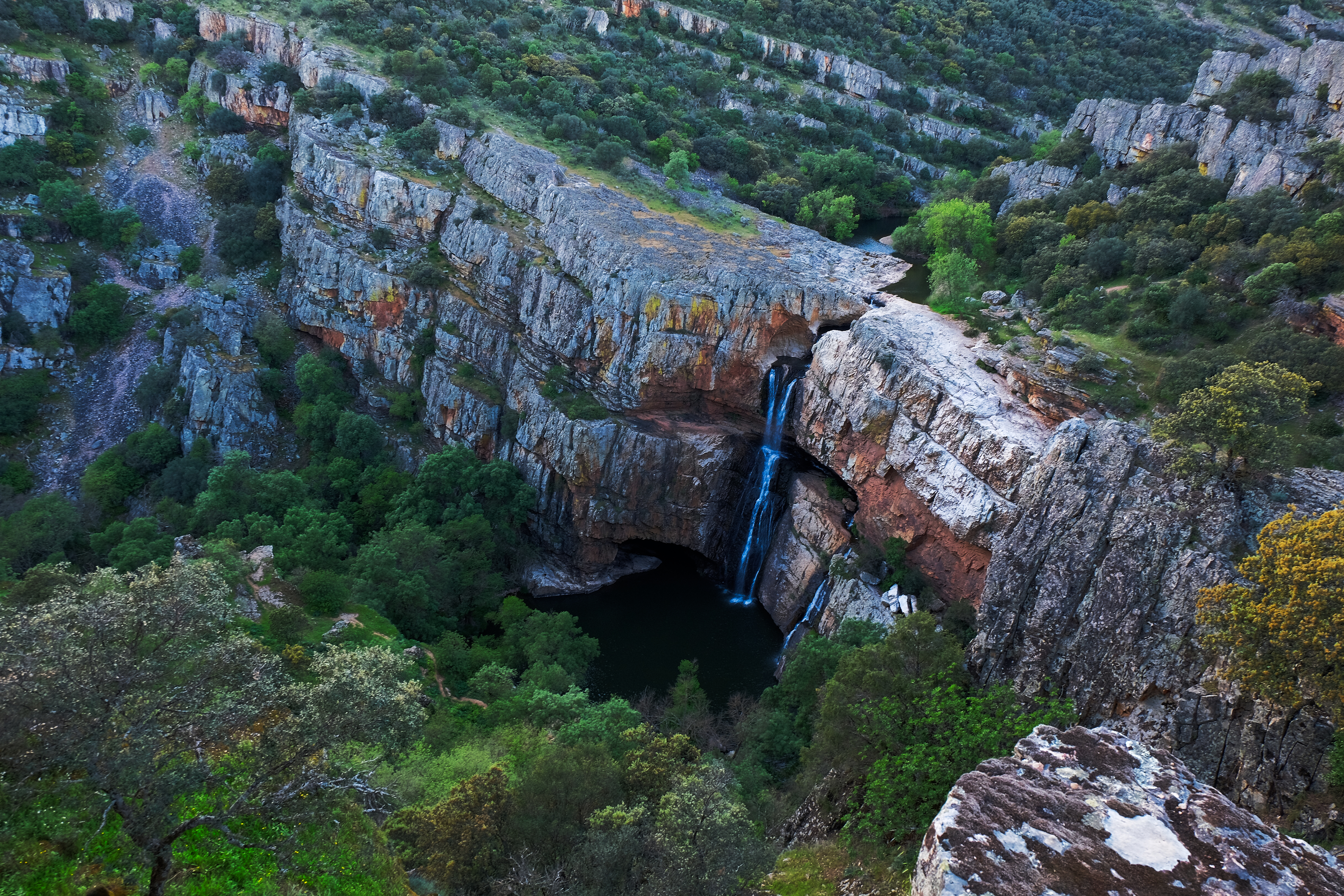
Cascada de Cimbarra

- Gegenüber der Kirche steht der Getreidespeicher (pósito) der Stadt, in welchem auch die Zehntabgaben der Bauern gesammelt wurden. Das Gebäude dient heute als Rathaus (ayuntamiento).

Umgebung
- Ca. 2 km südlich des Ortes befindet sich die vom Río Guarrizas gebildete Cascada de Cimbarra, einer der größten und meistbesuchten Wasserfälle Spaniens.